# خوزه بارکرو
خوزه بارکرو (انگلیسی: José Barkero؛ زادهٔ ۲۷ آوریل ۱۹۷۹) بازیکن فوتبال اهل اسپانیا است.
از باشگاه‌هایی که در آن بازی کرده‌است می‌توان به باشگاه فوتبال رئال سوسیداد، باشگاه فوتبال نومانسیا، باشگاه فوتبال رئال ساراگوسا، باشگاه فوتبال لوانته، باشگاه فوتبال آلباسته بالومپیه، باشگاه فوتبال ایبار، و باشگاه فوتبال تولوز اشاره کرد.
وی همچنین در تیم‌های ملی فوتبال زیر ۱۸ سال اسپانیا، زیر ۲۰ سال اسپانیا، و زیر ۲۱ سال اسپانیا بازی کرده‌است.